# Felix Weltsch
Felix Weltsch, Dr. jur et phil. (în ebraică:פליכס ולטש n. 6 octombrie 1884, Praga – d. 9 noiembrie 1964, Ierusalim) a fost un bibliotecar, filozof, publicist, editor și jurnalist evreu de limba germană, care a activat în Cehia și Israel. Un prieten apropiat al lui Max Brod și Franz Kafka, el a fost unul dintre cele mai importanți militanți sioniști din Boemia.

## Biografie
Născut la Praga (pe atunci în Regatul Boemiei, parte din Coroana Austriei, în Austro-Ungaria), Weltsch a studiat dreptul și filosofia la Universitatea Carolină. El a trăit și a lucrat în Praga până pe 15 martie 1939 și a părăsit orașul, împreună cu Max Brod și cu familia lui, cu ultimul tren ce a ieșit din Cehoslovacia. A ajuns în Palestina (care a devenit ulterior statul Israel), unde a lucrat ca bibliotecar în Ierusalim până la moartea sa, în 1964.
El a avut o fiică, Ruth Weltsch (1920-1991), împreună cu soția lui, Irma Herz (1892-1969). Cei doi s-au căsătorit în august 1914. Editorul, jurnalistul și sionistul Robert Weltsch a fost vărul lui Felix Weltsch, iar pianista originară din Praga Alice Herz-Sommer, care a cântat în lagărul de concentrare Theresienstadt și a supraviețuit Holocaustului, a fost cumnata lui.

## Influență
Lucrările lui Weltsch tratează teme de etică, politică și filosofie. În semn de recunoaștere a valorii scrierilor sale etice și politice Weltsch a obținut în 1952 Premiul Ruppin al orașului Haifa. A scris la săptămânalul evreiesc sionist Selbstwehr (Auto-apărarea), pe care l-a condus din 1919 până în 1938. Conducerea acestui ziar sionist și sutele de articole publicate l-au impus ca pe una dintre cele mai importante personalități ale vieții evreiești, alături de Martin Buber, Chaim Weizmann și Hugo Bergmann, prietenul său din școală.
Weltsch a scris remarcabile eseuri despre filosofi ca Henri Bergson și Christian von Ehrenfels, care a fost cel mai influent profesor pentru Weltsch. Acest lucru a fost destul de neobișnuit, deoarece cei mai mulți dintre colegii și prietenii lui Weltsch urmau în principal ideile lui Franz Brentano. Dar oameni ca Bergman și Martin Buber l-au numit un filozof independent, cu o gândire proprie. A influențat și ajutat multe persoane, iar rolul său de consultant cultural nu este cunoscut de multă lume în principal din cauza timidității sale. Prietenia cu Kafka a durat 20 de ani, iar prietenia cu Max Brod a durat 75 de ani începând de la școala Piariștilor din Praga până la moartea lui Weltsch în 1964.

## Lucrări
- Anschauung und Begriff, 1913 (Co-author, Max Brod)
- Organische Demokratie, 1918
- Gnade und Freiheit. Untersuchungen zum Problem des schöpferischen Willens in Religion und Ethik, Munich 1920
- Nationalismus und Judentum, Berlin 1920
- Zionismus als Weltanschauung, Ierusalim 1925 (în colaborare cu Max Brod)
- Judenfrage und Zionismus, 1929
- Antisemitismus als Völkerhysterie, 1931
- Thesen des Nationalhumanismus, 1934
- Das Rätsel des Lachens, 1935
- Das Wagnis der Mitte, 1937
- Die Dialektik des Leidens (Ha-Di’alektikah shel ha-Sevel), 1944
- Natur, Moral und Politik (Teva, Musar u-Mediniyyut), 1950
- Religion und Humor im Leben und Werk Franz Kafkas, 1957